# 宽线叶柳
宽线叶柳（学名：Salix wilhelmsiana var. latifolia）为杨柳科柳属下的一个变种。

## 扩展阅读
- 維基物種上的相關：宽线叶柳